# (9017) Бабаджанян
(9017) Бабаджанян (лат. Babadzhanyan) — типичный астероид главного пояса, открыт 2 октября 1986 года советским астрономом Людмилой Журавлёвой в Крымской астрофизической обсерватории и 9 марта 2001 года назван в честь композитора и пианиста Арно Бабаджаняна.

## Обнаружение и именование
(9017) Бабаджанян
Открыт 2 октября 1986 года в Крымской астрофизической обсерватории Л. В. Журавлёвой.
Арно Арутюнович Бабаджанян (1921—1983) — выдающийся советский композитор и блестящий пианист. Он создал романтическую героическую балладу для фортепиано в сопровождении оркестра, фортепианное трио, концерты для скрипки и виолончели и другую камерную музыку. Также написал много популярных песен и музыки к спектаклям и фильмам.
Оригинальный текст (англ.)9017 Babadzhanyan
Discovered 1986 Oct. 2 by L. V. Zhuravleva at the Crimean Astrophysical Observatory.
Arno Arutyunovich Babadzhanyan (1921—1983) was an outstanding Soviet composer and brilliant pianist. He created romantic Heroic Ballade for piano accompanied by orchestra, a piano trio, violin and cello concerti and other chamber music. He also wrote many popular songs and music for plays and films.
Источники: 20010309/MPCPages.arc; M.P.C. 42358.

## Орбита

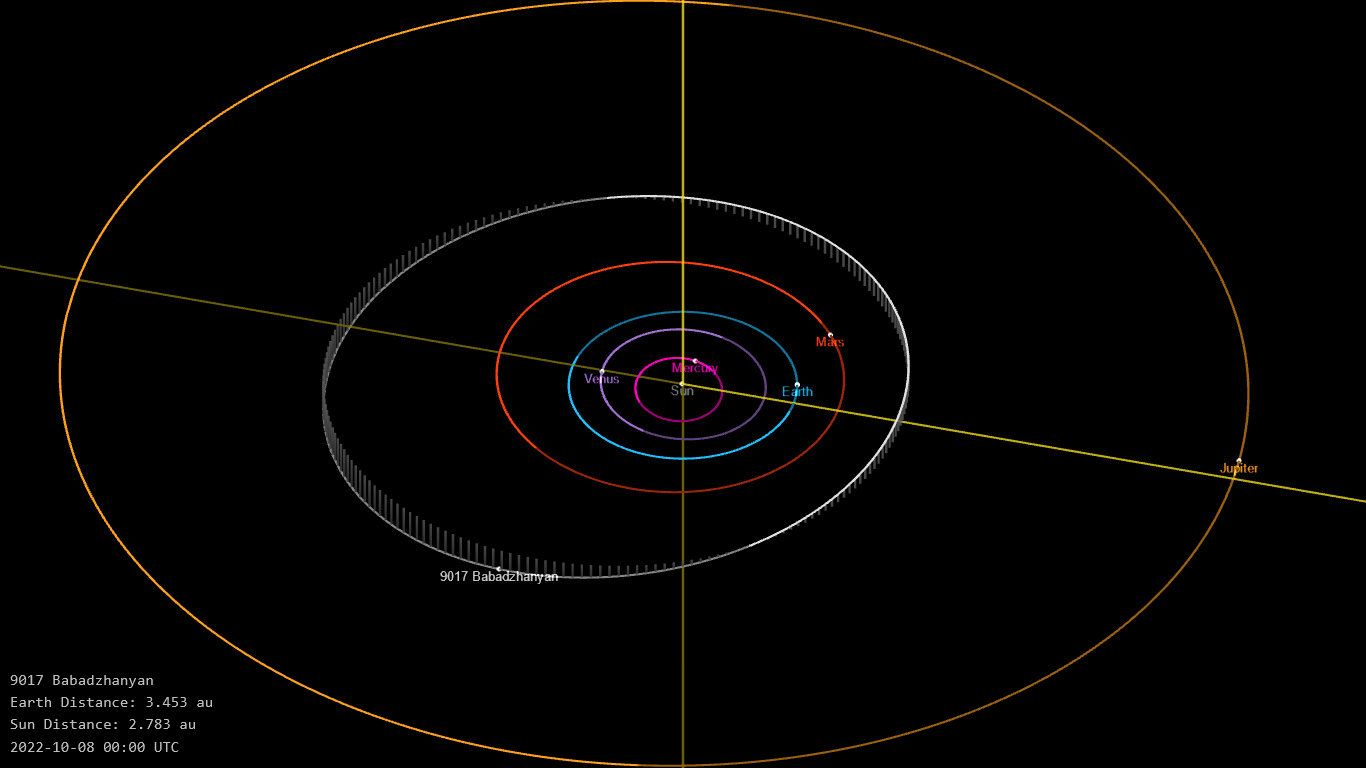
Орбита астероида Бабаджанян и его положение в Солнечной системе

## Физические характеристики
Астероид относится к таксономическому классу S.
По результатам наблюдений в видимом и ближнем инфракрасном диапазоне космического телескопа NEOWISE диаметр астероида оценивался равным 4,53±1,03 км. Согласно тому же источнику альбедо оценивается как 0,16±0,13.